# Arctia dealbata
Arctia dealbata là một loài bướm đêm thuộc phân họ Arctiinae, họ Erebidae.